# 미하일 아르타모노프 (태권도 선수)
미하일 블라디미로비치 아르타모노프(러시아어: Михаи́л Влади́мирович Артамо́нов, 1997년 7월 20일~)는 러시아의 태권도 선수이다. 2017년 세계 선수권 대회에서 플라이급 준우승을 차지했으며, 2020년 하계 올림픽에서 플라이급 동메달을 획득했다.